# Ante Vukušić
Ante Vukušić (Signo, 4 giugno 1991) è un calciatore croato, attaccante del Croatia Zmijavci.

## Caratteristiche tecniche
Nel 2010 è stato inserito nella lista dei migliori calciatori nati dopo il 1989 stilata da Don Balón.
Le sue caratteristiche tecniche sono la velocità ed il dribbling.

## Carriera

### Club

#### Hajduk Spalato
Ha esordito in prima squadra il 22 aprile 2009 in una vittoria per 5-0 con il Croatia Sesvete. Mise a segno la sua prima rete il 31 maggio seguente nel 2-2 con la Dinamo Zagabria, nell'ultimo turno di campionato. Il 5 maggio 2010 aprì le marcature nel ritorno della finale di Coppa di Croazia, vinta per 2-0 con lo Šibenik; in virtù anche del 2-1 dell'andata, la coppa andò all'Hajduk. Il 9 agosto 2012 realizzò, su calcio di rigore, il primo dei due gol che permisero alla squadra di Spalato di vincere per 2-0 a San Siro con l'Inter nel ritorno del 3º turno preliminare di Europa League; la sua squadra però non passò il turno per il 3-0 nerazzurro dell'andata.

#### Pescara
Il 27 agosto 2012 viene acquistato dal Pescara appena promosso in Serie A per una cifra di 3,8 milioni di euro. Il 2 settembre 2012 fa il suo esordio in Serie A subentrando a Jonathas. Esordisce dal primo minuto il 16 settembre 2012 contro la Sampdoria. Il 9 dicembre 2012 realizza il primo ed unico gol con la maglia del Pescara nella partita Pescara-Genoa, gara terminata 2 a 0 per gli abruzzesi. Al termine della stagione il Pescara retrocede in Serie B e il giocatore finisce ai margini della rosa  totalizzando soltanto 3 presenze, tutte da subentrato.

#### Losanna
Il 31 gennaio 2014 passa in prestito al Losanna. Esordisce in campionato con gli svizzeri il 16 febbraio 2014 nella gara contro lo Young Boys (5-3) andando subito in gol. Chiude il campionato con 13 presenze e 4 gol.
Terminato il prestito, torna al Pescara.

#### Waasland-Beveren
Il 13 agosto 2014 la società abruzzese lo cede nuovamente in prestito, questa volta in Belgio al Waasland - Sportkring Beveren. Gioca la prima partita il 24 agosto nella sconfitta per 1-0 contro l'Anderlecht. Trova il suo primo gol nella vittoria esterna per 4-1 contro lo Zulte Waregem. Termina anticipatamente il prestito e così anche la sua stagione e a fine marzo torna al Pescara.
Il 14 ottobre 2015 rescinde consensualmente il contratto che lo legava al club abruzzese fino al 2017.

#### Messina
Il 31 agosto 2021 torna in Italia, ingaggiato dal Messina. Il 19 settembre segna il suo primo gol con i siciliani, realizzando il gol vittoria sulla Virtus Francavilla.

#### Tuzla City
Il 28 febbraio 2022 firma fino al termine della stagione con il Tuzla City.

### Nazionale
Il 15 agosto 2012 fa il suo esordio in Nazionale nell'amichevole contro la Svizzera, gara terminata 4 a 2 per gli elvetici.

## Statistiche

### Presenze e reti nei club
Statistiche aggiornate al 28 febbraio 2022.
| Stagione               | Squadra                | Campionato             | Campionato | Campionato | Coppe nazionali | Coppe nazionali | Coppe nazionali | Coppe europee | Coppe europee | Coppe europee | Altre coppe | Altre coppe | Altre coppe | Totale | Totale |
| Stagione               | Squadra                | Comp                   | Pres       | Reti       | Comp            | Pres            | Reti            | Comp          | Pres          | Reti          | Comp        | Pres        | Reti        | Pres   | Reti   |
| ---------------------- | ---------------------- | ---------------------- | ---------- | ---------- | --------------- | --------------- | --------------- | ------------- | ------------- | ------------- | ----------- | ----------- | ----------- | ------ | ------ |
| 2008-2009              | Hajduk Spalato         | 1. HNL                 | 4          | 1          | CC              | 0               | 0               | -             | -             | -             | -           | -           | -           | 4      | 1      |
| 2009-2010              | Hajduk Spalato         | 1. HNL                 | 22         | 6          | CC              | 5               | 2               | -             | -             | -             | -           | -           | -           | 27     | 8      |
| 2010-2011              | Hajduk Spalato         | 1. HNL                 | 29         | 14         | CC              | 2               | 0               | UEL           | 9             | 4             | -           | -           | -           | 40     | 18     |
| 2011-2012              | Hajduk Spalato         | 1. HNL                 | 24         | 12         | CC              | 3               | 3               | UEL           | 2             | 0             | -           | -           | -           | 29     | 15     |
| ago. 2012              | Hajduk Spalato         | 1. HNL                 | 5          | 3          | CC              | 0               | 0               | UEL           | 4             | 2             | -           | -           | -           | 9      | 5      |
| Totale Hajduk Spalato  | Totale Hajduk Spalato  | Totale Hajduk Spalato  | 84         | 36         |                 | 10              | 5               |               | 15            | 6             |             | -           | -           | 109    | 47     |
| ago. 2012-2013         | Pescara                | A                      | 19         | 1          | CI              | 0               | 0               | -             | -             | -             | -           | -           | -           | 19     | 1      |
| 2013-gen. 2014         | Pescara                | B                      | 3          | 0          | CI              | 1               | 0               | -             | -             | -             | -           | -           | -           | 4      | 0      |
| gen.-giu. 2014         | Losanna                | SL                     | 13         | 4          | CS              | -               | -               | -             | -             | -             | -           | -           | -           | 13     | 4      |
| 2014-2015              | Waasland-Beveren       | D1                     | 15         | 3          | CB              | 1               | 0               | -             | -             | -             | -           | -           | -           | 16     | 3      |
| set.-ott. 2015         | Pescara                | B                      | 1          | 0          | CI              | 1               | 0               | -             | -             | -             | -           | -           | -           | 2      | 0      |
| Totale Pescara         | Totale Pescara         | Totale Pescara         | 23         | 1          |                 | 2               | 0               |               | -             | -             |             | -           | -           | 25     | 1      |
| gen.-giu. 2016         | Greuther Fürth         | ZL                     | 14         | 2          | CG              | -               | -               | -             | -             | -             | -           | -           | -           | 14     | 2      |
| 2016-2017              | Greuther Fürth         | ZL                     | 7          | 0          | CG              | 1               | 0               | -             | -             | -             | -           | -           | -           | 8      | 0      |
| Totale Greuther Furth  | Totale Greuther Furth  | Totale Greuther Furth  | 21         | 2          |                 | 1               | 0               |               | -             | -             |             | -           | -           | 22     | 2      |
| mar.-giu. 2018         | Olimpia Grudziądz      | 1L                     | 9          | 0          | CP              | -               | -               | -             | -             | -             | -           | -           | -           | 9      | 0      |
| 2018-2019              | Krško                  | 1.SNL                  | 27         | 4          | CS              | 3               | 1               | -             | -             | -             | -           | -           | -           | 30     | 5      |
| 2019-2020              | Olimpia Lubiana        | 1.SNL                  | 35         | 26         | CS              | 1               | 0               | UEL           | 4             | 1             | -           | -           | -           | 40     | 27     |
| 2020-gen. 2021         | Olimpia Lubiana        | 1.SNL                  | 7          | 0          | CS              | 1               | 1               | UEL           | 2             | 0             | -           | -           | -           | 10     | 1      |
| Totale Olimpia Lubiana | Totale Olimpia Lubiana | Totale Olimpia Lubiana | 42         | 26         |                 | 2               | 1               |               | 6             | 1             |             | -           | -           | 50     | 28     |
| gen.-giu. 2021         | FCSB                   | Liga I                 | 5          | 0          | CR              | 1               | 0               | UEL           | -             | -             | SR          | 0           | 0           | 6      | 0      |
| 2021-gen. 2022         | Messina                | C                      | 12         | 2          | CI-C            | 0               | 0               | -             | -             | -             | -           | -           | -           | 12     | 2      |
| feb.-giu. 2022         | Tuzla City             | PL                     | 6          | 0          | CB              | 2               | 0               | -             | -             | -             | -           | -           | -           | 8      | 0      |
| 2022-2023              | Kolubara               | SL                     | 27         | 4          | KS              | 0               | 0               | -             | -             | -             | -           | -           | -           | 27     | 4      |
| 2023-2024              | Varaždin               | HNL                    | 9          | 0          | CC              | 0               | 0               | -             | -             | -             | -           | -           | -           | 9      | 0      |
| Totale carriera        | Totale carriera        | Totale carriera        | 285        | 80         |                 | 22              | 7               |               | 21            | 7             |             | -           | -           | 318    | 94     |

### Cronologia presenze e reti in nazionale
| Cronologia completa delle presenze e delle reti in nazionale ― Croazia | Cronologia completa delle presenze e delle reti in nazionale ― Croazia | Cronologia completa delle presenze e delle reti in nazionale ― Croazia | Cronologia completa delle presenze e delle reti in nazionale ― Croazia | Cronologia completa delle presenze e delle reti in nazionale ― Croazia | Cronologia completa delle presenze e delle reti in nazionale ― Croazia | Cronologia completa delle presenze e delle reti in nazionale ― Croazia | Cronologia completa delle presenze e delle reti in nazionale ― Croazia |
| Data                                                                   | Città                                                                  | In casa                                                                | Risultato                                                              | Ospiti                                                                 | Competizione                                                           | Reti                                                                   | Note                                                                   |
| ---------------------------------------------------------------------- | ---------------------------------------------------------------------- | ---------------------------------------------------------------------- | ---------------------------------------------------------------------- | ---------------------------------------------------------------------- | ---------------------------------------------------------------------- | ---------------------------------------------------------------------- | ---------------------------------------------------------------------- |
| 15-8-2012                                                              | Spalato                                                                | Croazia                                                                | 2 – 4                                                                  | Svizzera                                                               | Amichevole                                                             | -                                                                      |                                                                        |
| Totale                                                                 |                                                                        | Presenze                                                               | 1                                                                      |                                                                        | Reti                                                                   | 0                                                                      |                                                                        |

| Cronologia completa delle presenze e delle reti in nazionale ― Croazia under 21 | Cronologia completa delle presenze e delle reti in nazionale ― Croazia under 21 | Cronologia completa delle presenze e delle reti in nazionale ― Croazia under 21 | Cronologia completa delle presenze e delle reti in nazionale ― Croazia under 21 | Cronologia completa delle presenze e delle reti in nazionale ― Croazia under 21 | Cronologia completa delle presenze e delle reti in nazionale ― Croazia under 21 | Cronologia completa delle presenze e delle reti in nazionale ― Croazia under 21 | Cronologia completa delle presenze e delle reti in nazionale ― Croazia under 21 |
| Data                                                                            | Città                                                                           | In casa                                                                         | Risultato                                                                       | Ospiti                                                                          | Competizione                                                                    | Reti                                                                            | Note                                                                            |
| ------------------------------------------------------------------------------- | ------------------------------------------------------------------------------- | ------------------------------------------------------------------------------- | ------------------------------------------------------------------------------- | ------------------------------------------------------------------------------- | ------------------------------------------------------------------------------- | ------------------------------------------------------------------------------- | ------------------------------------------------------------------------------- |
| 11-8-2010                                                                       | Varaždin                                                                        | Croazia under 21                                                                | 4 – 1                                                                           | Norvegia under 21                                                               | Qual. Europeo Under-21 2011                                                     | -                                                                               |                                                                                 |
| 9-10-2010                                                                       | Burgos                                                                          | Spagna under 21                                                                 | 2 – 1                                                                           | Croazia under 21                                                                | Qual. Europeo Under-21 2011                                                     | -                                                                               | 90+5’                                                                           |
| 12-10-2010                                                                      | Varaždin                                                                        | Croazia under 21                                                                | 0 – 3                                                                           | Spagna under 21                                                                 | Qual. Europeo Under-21 2011                                                     | -                                                                               |                                                                                 |
| 9-2-2011                                                                        | Capodistria                                                                     | Slovenia under 21                                                               | 1 – 1                                                                           | Croazia under 21                                                                | Amichevole                                                                      | -                                                                               | cap. 51’                                                                        |
| 24-3-2011                                                                       | Dugopolje                                                                       | Croazia under 21                                                                | 1 – 2                                                                           | Ucraina under 21                                                                | Amichevole                                                                      | -                                                                               | 74’                                                                             |
| 9-2-2011                                                                        | Spalato                                                                         | Croazia under 21                                                                | 3 – 2                                                                           | Ungheria under 21                                                               | Amichevole                                                                      | -                                                                               | cap. 51’                                                                        |
| 3-6-2011                                                                        | Dugopolje                                                                       | Croazia under 21                                                                | 0 – 1                                                                           | Georgia under 21                                                                | Qual. Europeo Under-21 2013                                                     | -                                                                               | cap. 50’                                                                        |
| 6-10-2011                                                                       | Osijek                                                                          | Croazia under 21                                                                | 0 – 2                                                                           | Spagna under 21                                                                 | Qual. Europeo Under-21 2013                                                     | -                                                                               | cap. 62’                                                                        |
| 10-10-2011                                                                      | Tartu                                                                           | Estonia under 21                                                                | 0 – 1                                                                           | Croazia under 21                                                                | Qual. Europeo Under-21 2013                                                     | 1                                                                               | 66’                                                                             |
| 14-11-2011                                                                      | Pola                                                                            | Croazia under 21                                                                | 4 – 0                                                                           | Estonia under 21                                                                | Qual. Europeo Under-21 2013                                                     | 2                                                                               | cap. 88’                                                                        |
| 2-6-2012                                                                        | Koprivnica                                                                      | Croazia under 21                                                                | 1 – 2                                                                           | Svizzera under 21                                                               | Qual. Europeo Under-21 2013                                                     | -                                                                               | cap.                                                                            |
| Totale                                                                          |                                                                                 | Presenze                                                                        | 11                                                                              |                                                                                 | Reti                                                                            | 3                                                                               |                                                                                 |

## Palmarès

### Club

#### Competizioni nazionali
- Coppa di Croazia: 1

Hajduk Spalato: 2009-2010
- Coppa di Russia: 1

Tosno: 2017-2018

### Individuale
- Capocannoniere del campionato sloveno: 1

2019-2020 (26 gol)